# Нурутдинов, Сиродж Нурутдинович
Сиродж Нурутдинович Нурутдинов (узб. Сирож Нуриддинов, Siroj Nuriddinovich Nuriddinov; 1911, Ташкент, Ташкентский уезд, Сырдарьинская область, Российская империя — 9 июня 1966, Ташкент, Узбекская ССР, СССР) — советский узбекский партийный и государственный деятель. Первый секретарь Ташкентского обкома КП Узбекистана (1948—1949, 1956—1959).

## Биография
Член ВКП(б) с 1938 г. В 1953 г. окончил Высшую партийную школу при ЦК ВКП(б) — КПСС. Трудовую деятельность начал мастером цеха на заводе.
- 1937—1941 гг. — первый секретарь городского комитета ЛКСМ Узбекистана, первый секретарь районного комитета ЛКСМ Узбекистана,
- 1941—1945 гг. — участник Великой Отечественной войны,
- 1945—1946 гг. — второй секретарь Ташкентского городского комитета КП(б) Узбекистана,
- 1946—1949 гг. — первый секретарь Ташкентского областного комитета КП(б) Узбекистана,
- 1949 г. — председатель Узбекского республиканского Совета профсоюзов,
- 1949—1950 гг. — секретарь ЦК КП(б) Узбекистана,
- 1953—1954 гг. — заведующий отделом школ ЦК КП Узбекистана,
- 1954—1955 гг. — первый секретарь Наманганского областного комитета КП Узбекистана,
- 1955—1956 гг. — первый секретарь Ташкентского городского комитета КП Узбекистана,
- 1956—1959 гг. — первый секретарь Ташкентского областного комитета КП Узбекистана,
- 1959—1964 гг. — председатель Узбекского республиканского Совета профсоюзов.

Депутат Верховного Совета СССР 3-6 созывов.

## Награды
- 2 ордена Ленина (16.01.1950,[1] ?)
- орден Красного Знамени (12.06.1945)
- орден Отечественной войны I степени (14.11.1944)
- орден Красной Звезды (27.09.1943)
- медали

## Семья
Был женат на Ядгар Насриддиновой (1920—2006). Дети: Дочери — Лола (род. 1939), Раиса (род. 1942), Зульфия (род. 1950), сын Бахтияр (1947—1989).